# Villa Stuck

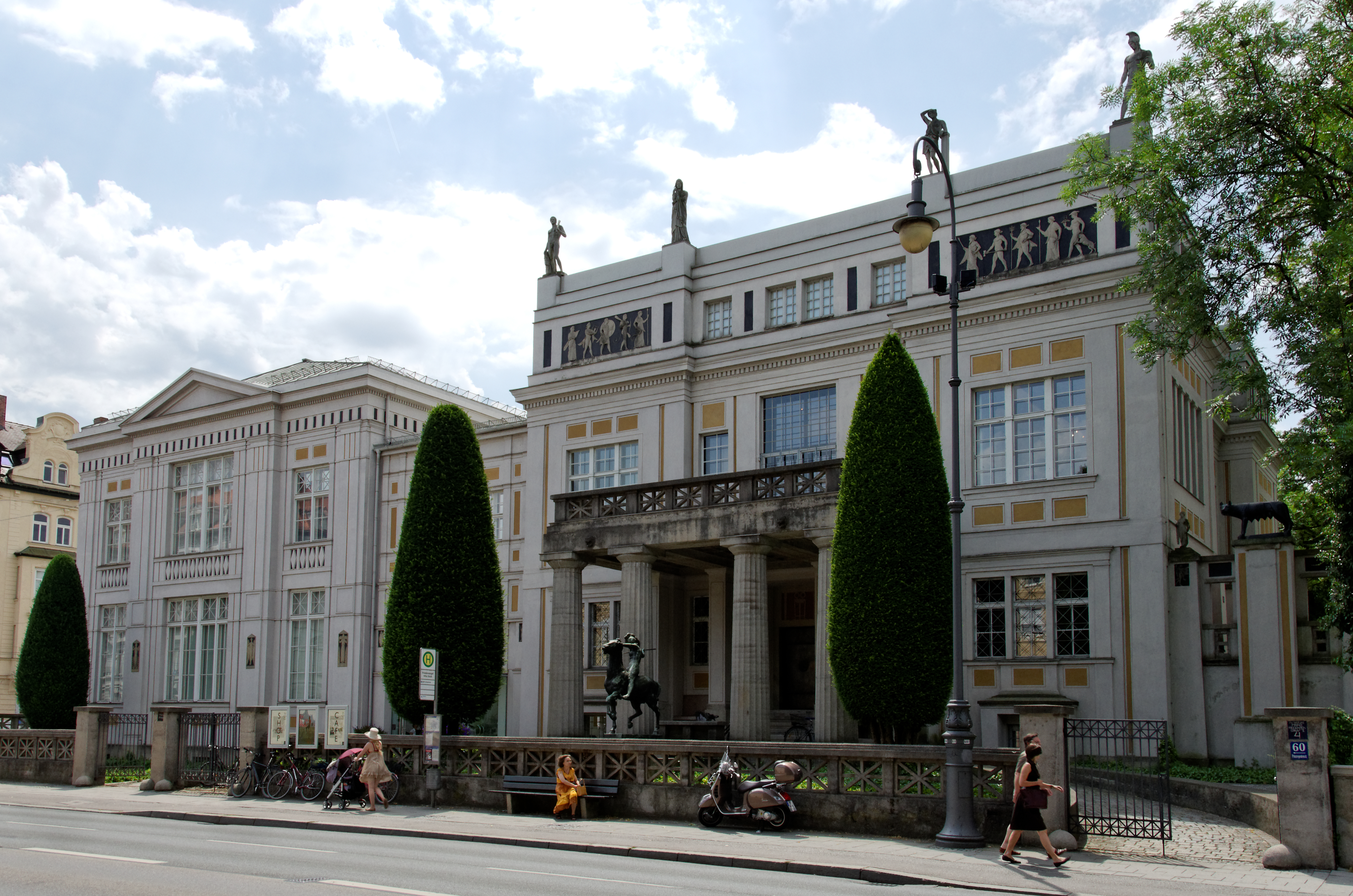
Façades de la villa Stuck sur la Prinzregentenstraße.

La villa Stuck est une villa dessinée et aménagée par le peintre Franz von Stuck pour son usage personnel entre 1897 et 1898. Située au 60 Prinzregentenstraße dans le Bogenhausen à Munich, elle a été transformée en 1968 pour abriter le Museum Villa Stuck consacré à l'Art nouveau.
L'intérieur présente quelques-uns des tableaux de l'artiste et conserve l'aménagement d'origine tandis que l'aile de l'atelier accueille des expositions temporaires.

## Galerie

Vues des salons de la villa Stuck
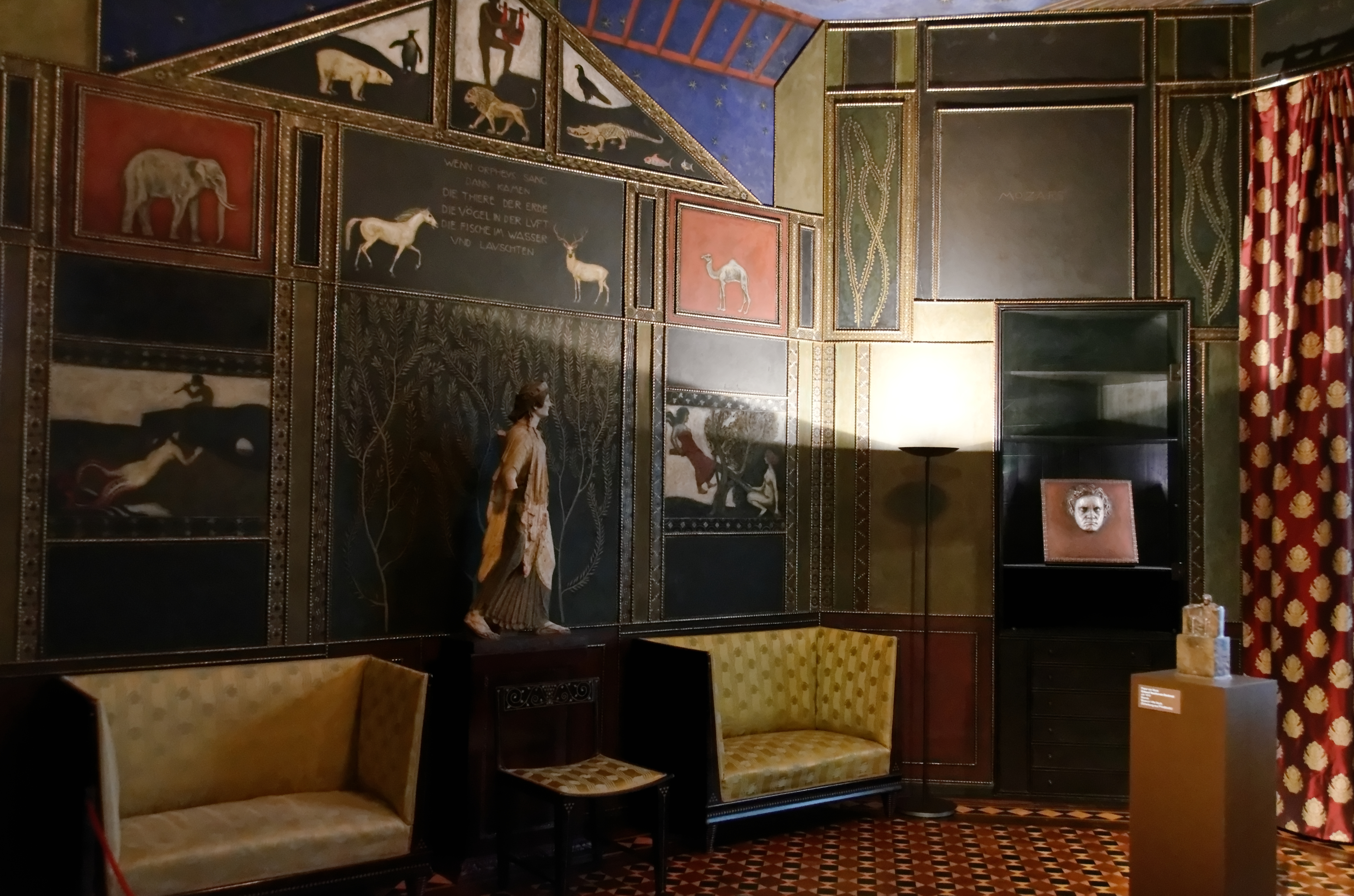
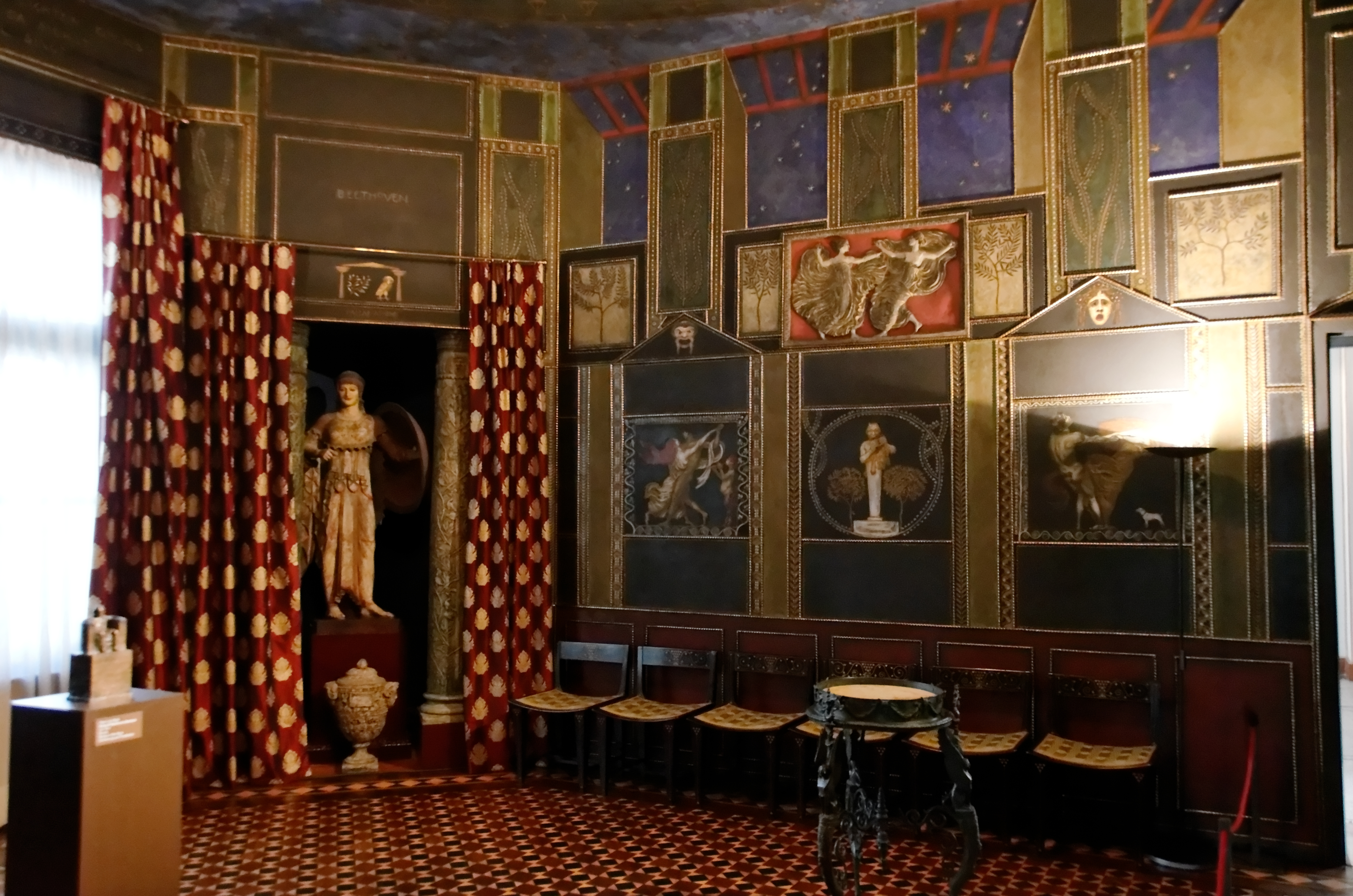
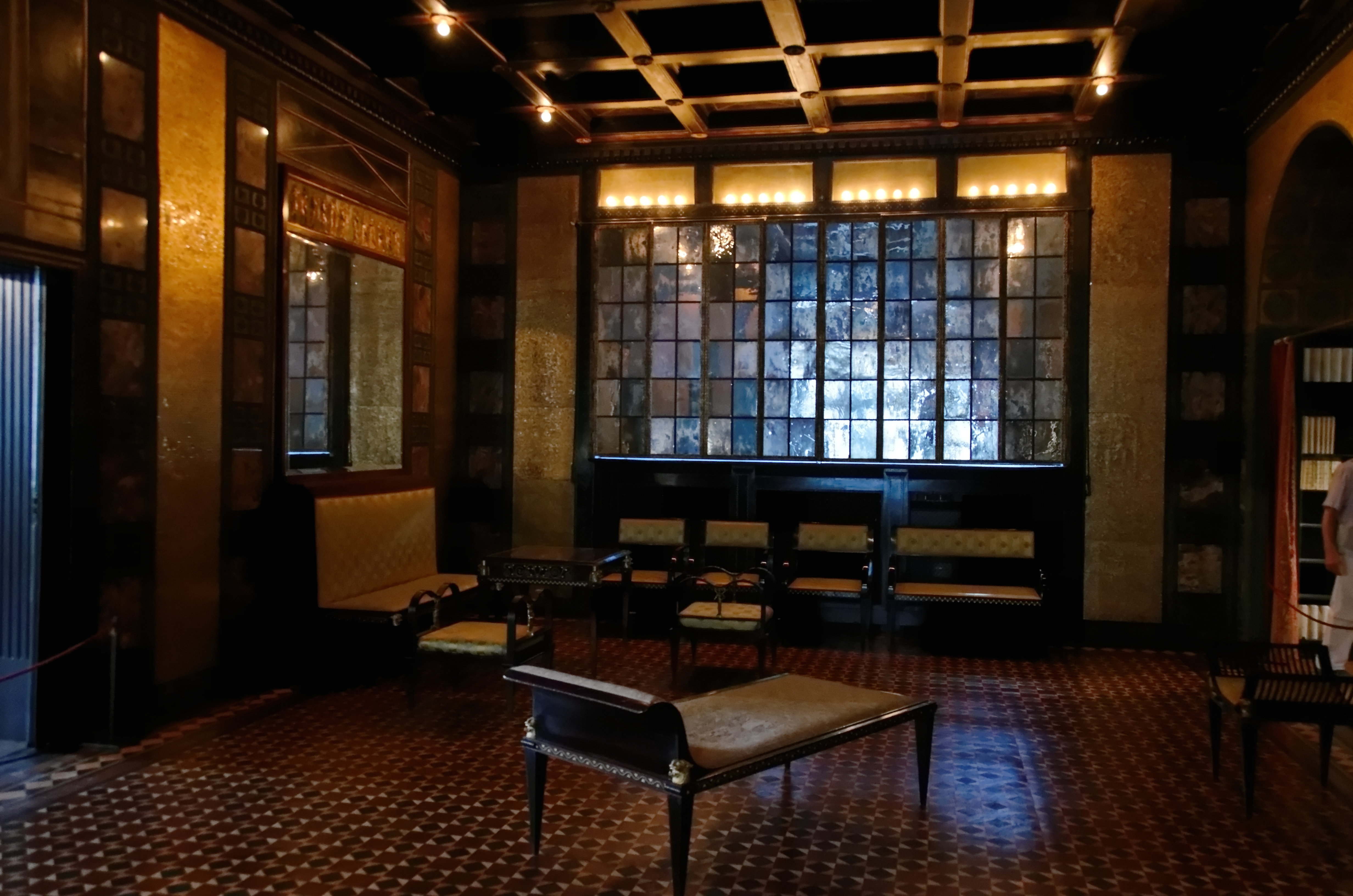

Œuvres de Franz von Stuck exposées à la villa Stuck
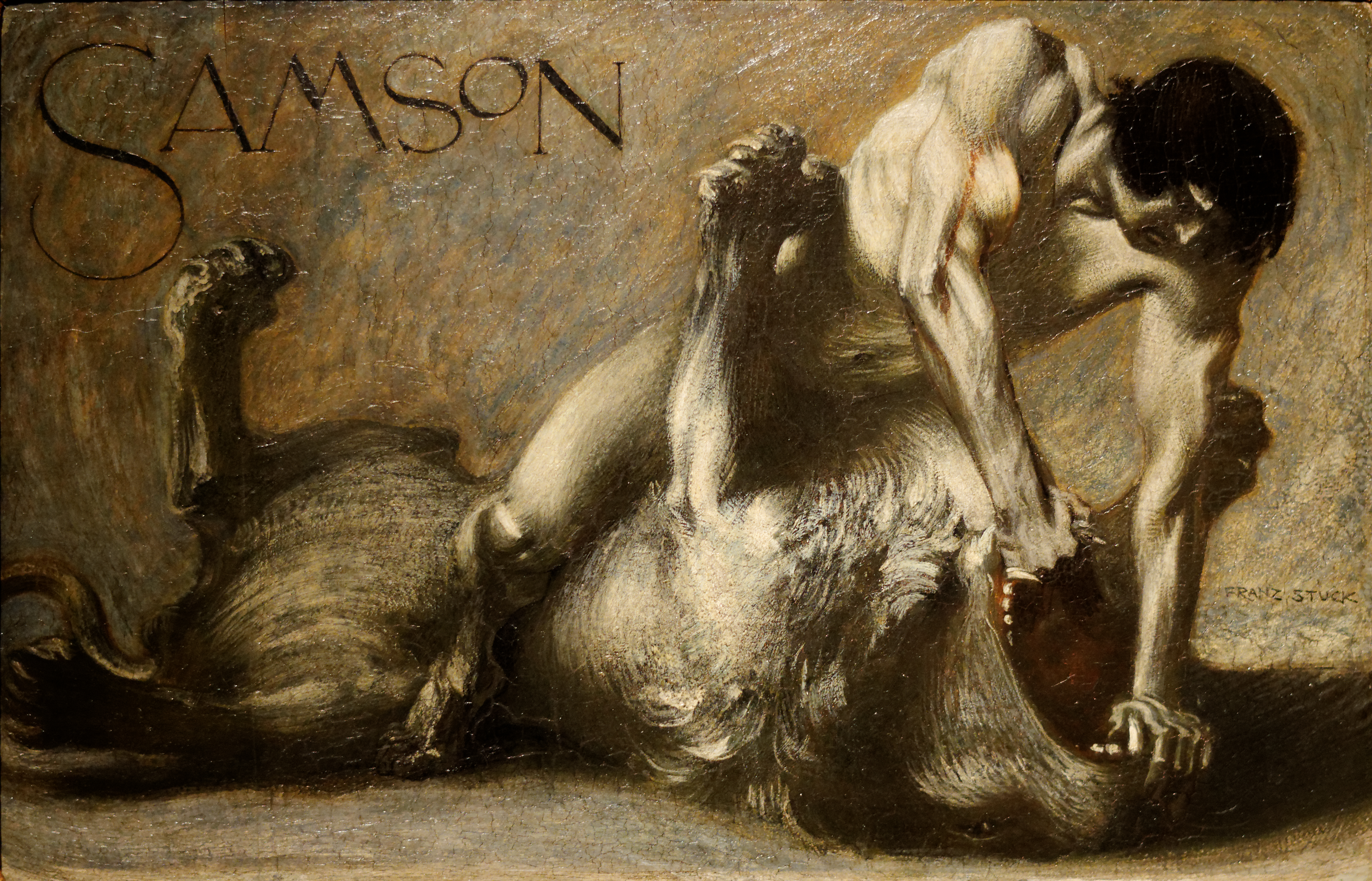
Samson
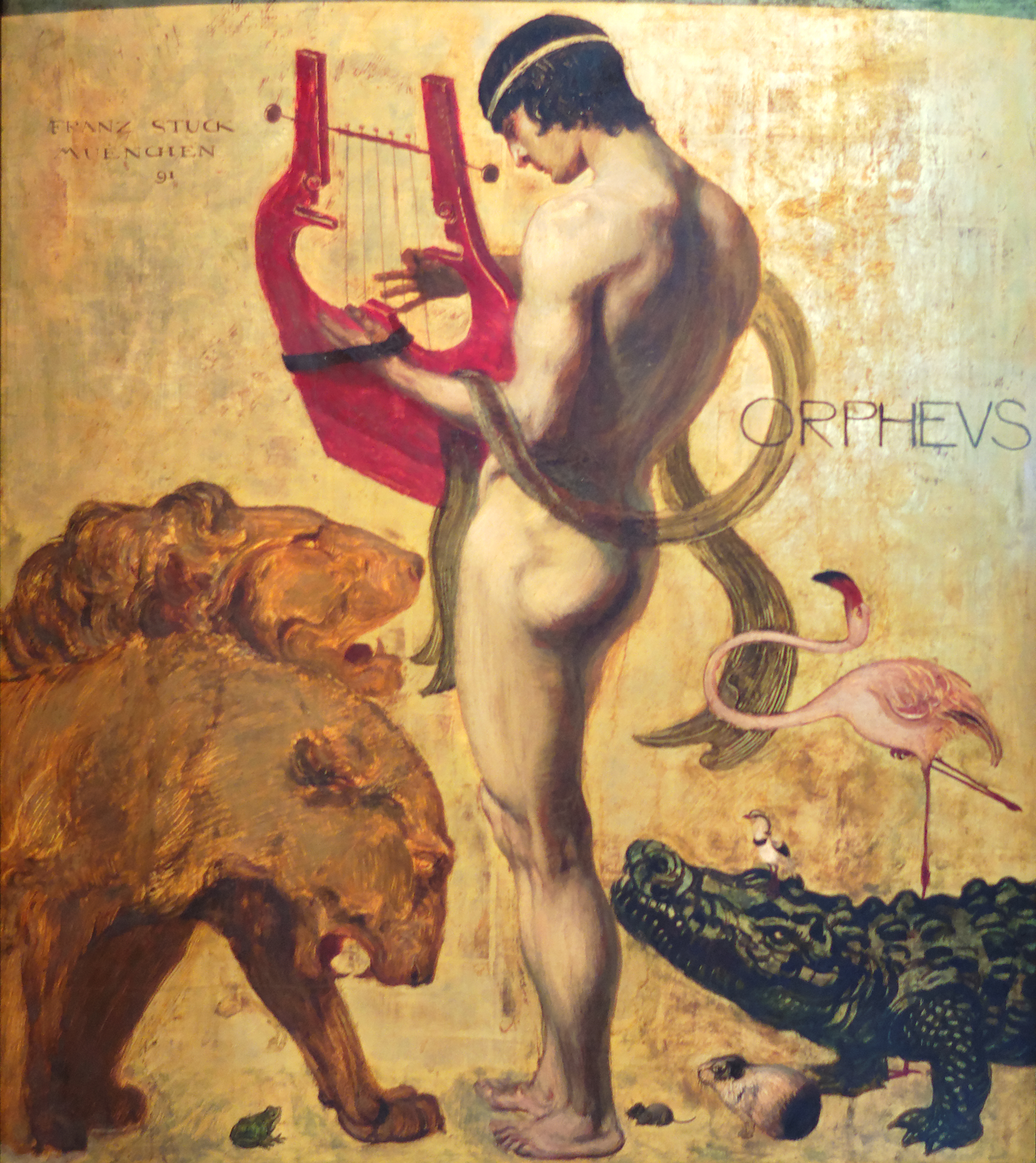
Orphée
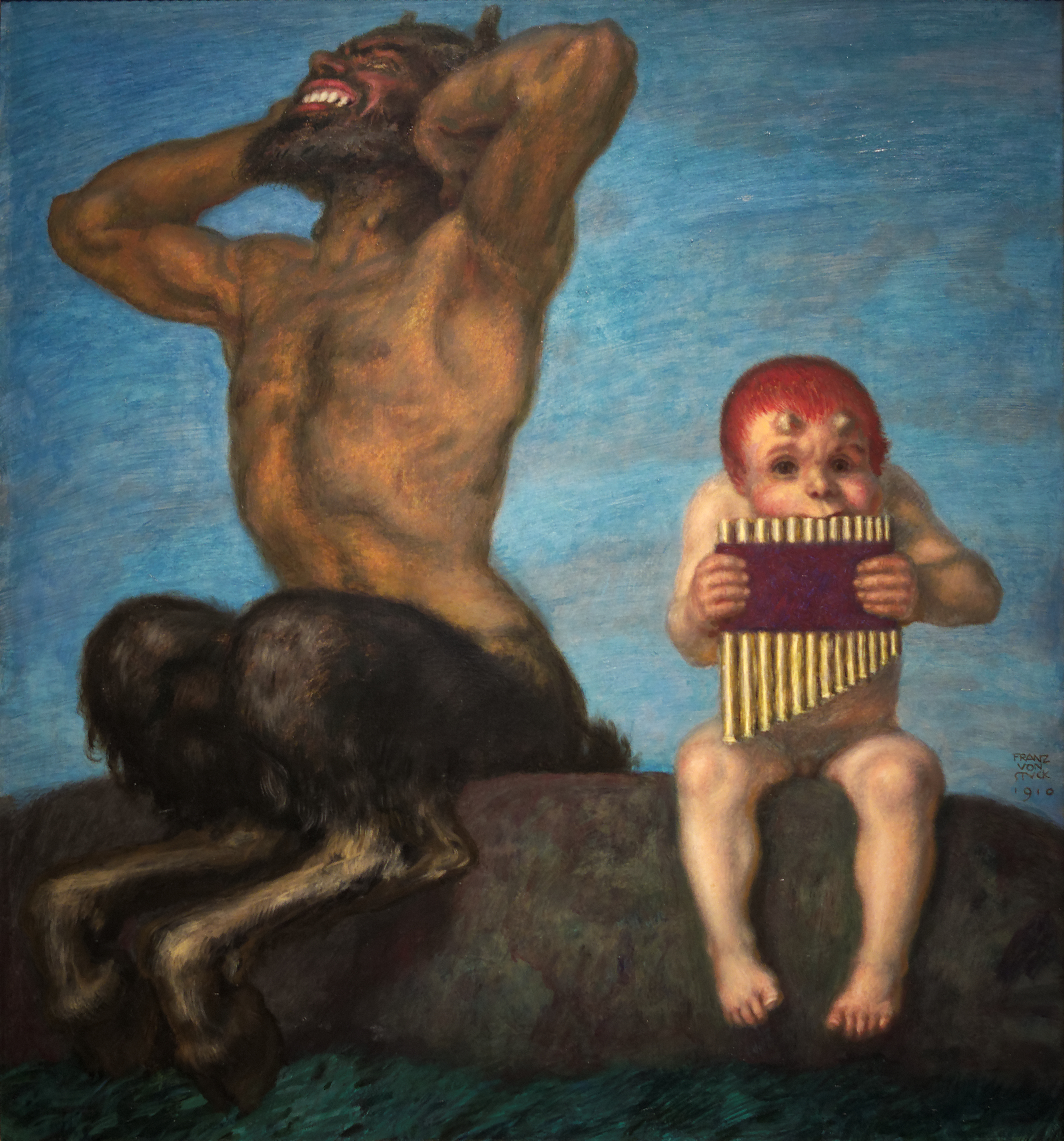
Dissonanz
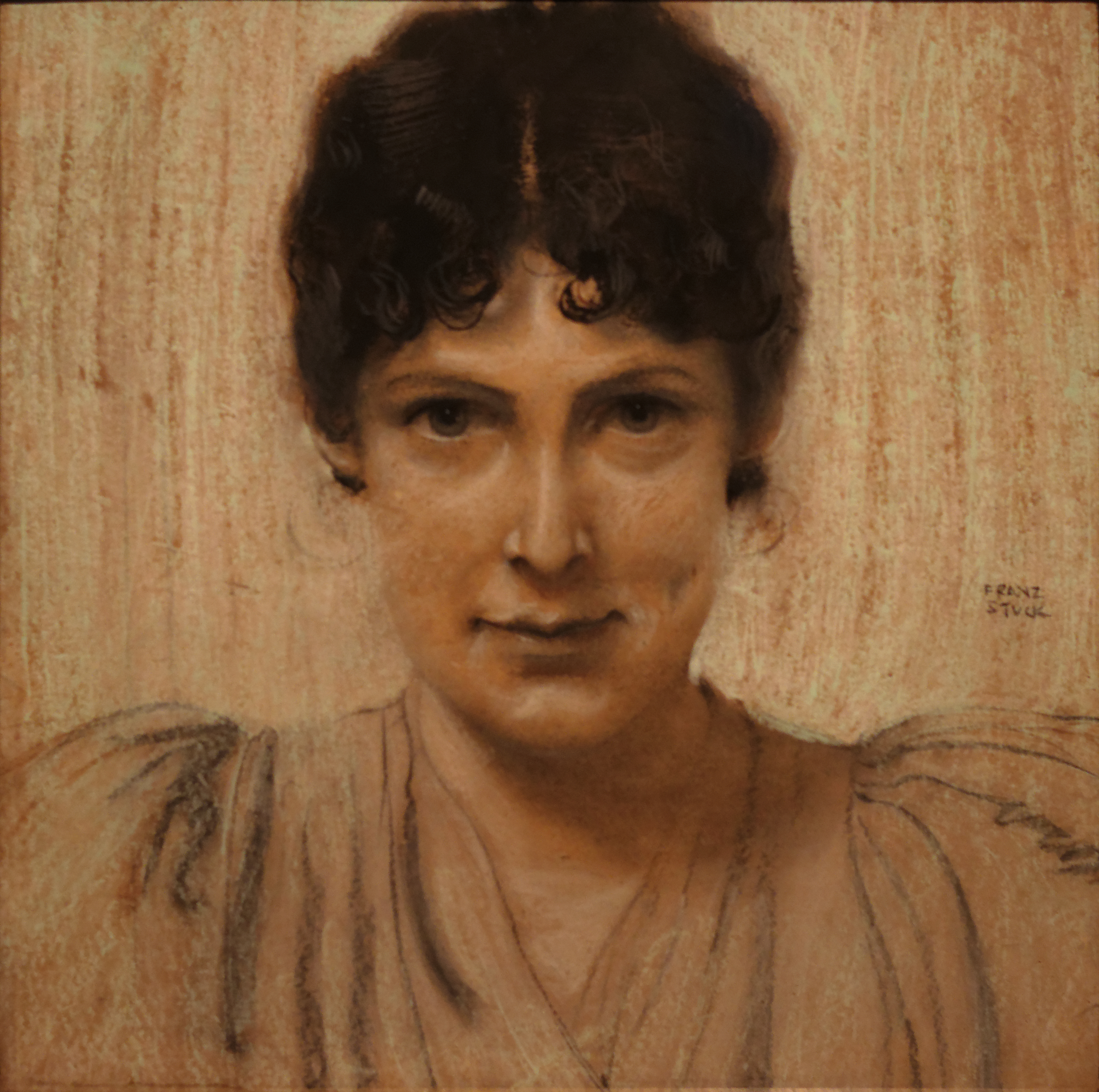
Portrait de Mary Lindpaintner
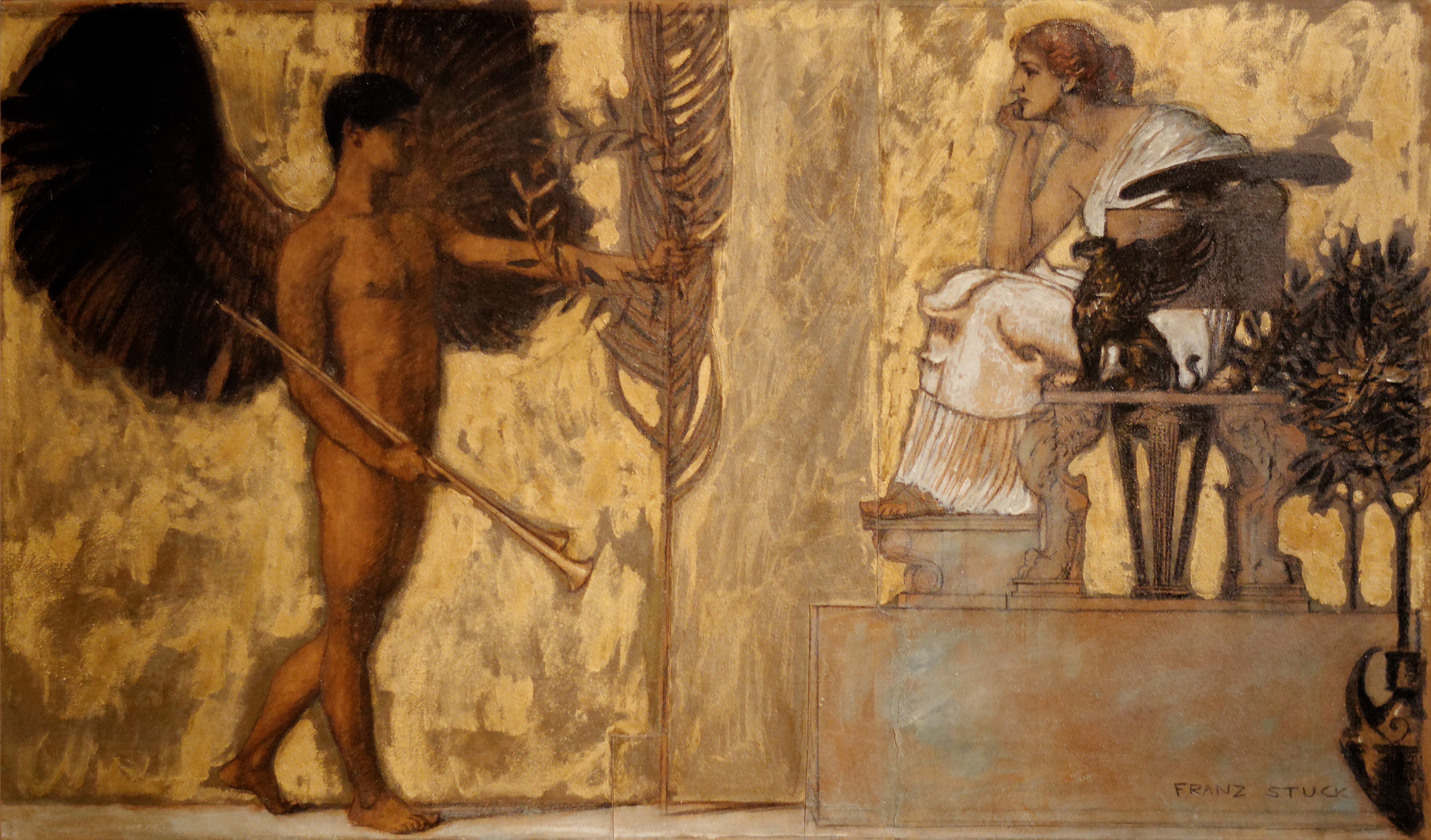
Hommage à la peinture

## Expositions temporaires

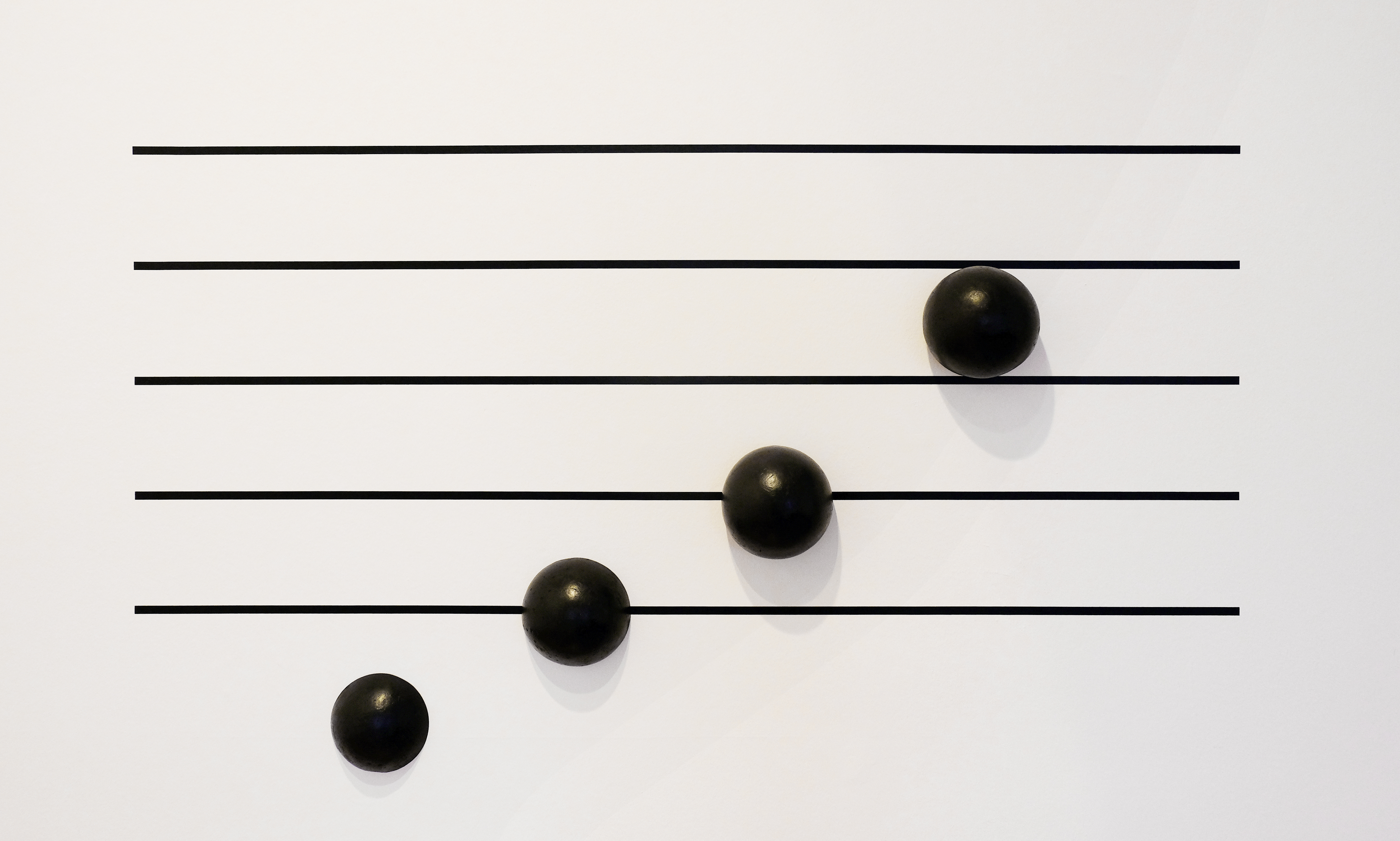
L'installation (art) Tush de Nevin Aladağ à la villa Stuck. Janvier 2022.

- Leonor Fini, 1981[1].